# قطين (سنحان)

تعديل مصدري - تعديل

قطين هي إحدى قرى عزلة الربع الشرقي بمديرية سنحان وبني بهلول التابعة لمحافظة صنعاء، بلغ تعداد سكانها 804 نسمة حسب تعداد اليمن لعام 2004. وتنقسم إلى حارات
قاع الشقيق والقرى ة ونباق وخبة وقرينه